# Sam Wanamaker
Sam Wanamaker (Chicago, 14 juni 1919 – Londen, 18 december 1993) was een Joods-Amerikaans acteur en regisseur.
Hij werd geboren in Chicago, maar verliet de VS aan het eind van de jaren veertig omdat hij het idee had dat hij op een zwarte lijst terecht was gekomen om zijn communistische sympathieën. Hij verhuisde naar Engeland waar hij zijn carrière als acteur voortzette op het podium en in films. Hij speelde in onder meer Holocaust.
Wanamaker was van groot belang in de herbouw van het Globe Theatre in Londen. Hij overleed aan kanker voordat het theater werd geopend in 1997.
Zijn dochter is actrice Zoë Wanamaker.